# (6129) Demokritos
(6129) Demokritos ist ein Asteroid des Hauptgürtels, der am 4. September 1989 vom belgischen Astronomen Eric Walter Elst am La-Silla-Observatorium (IAU-Code 809) der Europäischen Südsternwarte in Chile entdeckt wurde.
Der Asteroid gehört zur Dora-Familie, einer Gruppe von Asteroiden, die nach (668) Dora benannt ist. Die zeitlosen (nichtoskulierenden) Bahnelemente von (8236) Gainsborough sind fast identisch mit denjenigen des größeren, wenn man von der Absoluten Helligkeit von 13,14 gegenüber 14,8 ausgeht, Asteroiden (5345) Boynton.
Benannt wurde er zu Ehren von Demokrit, einem Philosophen der griechischen Antike, der zu den Vorsokratikern gezählt wird.